# Eleições parlamentares europeias de 1999 (Bélgica)
As eleições parlamentares europeias de 1999 na Bélgica, realizadas a 13 de Junho, serviram para eleger a delegação do país para o Parlamento Europeu. O colégio eleitoral flamengo elegeu 14 membros, o colégio eleitoral francês elegeu 10 membros e o colégio eleitoral alemão elegeu 1 membro.

## Resultados Nacionais

### Colégio Alemão
| Partido | Partido                          | Votos  | %               | +/-  | Deputados | +/-     |
| ------- | -------------------------------- | ------ | --------------- | ---- | --------- | ------- |
|         | Partido Social Cristão           | 13 456 | 36,47 / 100,00  | 5,18 | 1 / 1     | Estável |
|         | Partido da Liberdade e Progresso | 7 234  | 19,60 / 100,00  | 0,46 | 0 / 1     | Estável |
|         | Ecolo                            | 6 276  | 17,01 / 100,00  | 2,11 | 0 / 1     | Estável |
|         | Partido Socialista               | 4 215  | 11,42 / 100,00  | 1,15 | 0 / 1     | Estável |
|         | Partidos Belgas Germanófonos     | 3 661  | 9,92 / 100,00   | 5,59 | 0 / 1     | Estável |
|         | Vivant                           | 1 198  | 3,25 / 100,00   | Novo | 0 / 1     | Novo    |
|         | Outros                           | 860    | 2,16 / 100,00   |      | 0 / 1     |         |
| Total   | Total                            | 36 900 | 100,00 / 100,00 |      | 1 / 1     |         |

### Colégio Flamengo
| Partido | Partido                         | Votos     | %               | +/-  | Deputados | +/-     |
| ------- | ------------------------------- | --------- | --------------- | ---- | --------- | ------- |
|         | Liberais e Democratas Flamengos | 847 099   | 21,88 / 100,00  | 3,52 | 3 / 14    | Estável |
|         | Democratas-Cristãos e Flamengos | 839 720   | 21,68 / 100,00  | 5,75 | 3 / 14    | 1       |
|         | Vlaams Blok                     | 584 392   | 15,09 / 100,00  | 2,53 | 2 / 14    | Estável |
|         | Partido Socialista              | 550 237   | 14,21 / 100,00  | 3,42 | 2 / 14    | 1       |
|         | União Popular                   | 471 238   | 12,17 / 100,00  | 5,08 | 2 / 14    | 1       |
|         | Agalev-Groen                    | 464 042   | 11,98 / 100,00  | 1,25 | 2 / 14    | 1       |
|         | Vivant                          | 67 107    | 1,73 / 100,00   | Novo | 0 / 14    | Novo    |
|         | Outros                          | 48 589    | 1,25 / 100,00   |      | 0 / 14    |         |
| Total   | Total                           | 3 872 424 | 100,00 / 100,00 |      | 14 / 14   |         |

### Colégio Francês
| Partido | Partido                | Votos     | %               | +/-  | Deputados | +/-     |
| ------- | ---------------------- | --------- | --------------- | ---- | --------- | ------- |
|         | PRL-FDF                | 624 445   | 26,99 / 100,00  | 2,74 | 3 / 10    | Estável |
|         | Partido Socialista     | 596 567   | 25,78 / 100,00  | 4,66 | 3 / 10    | Estável |
|         | Ecolo                  | 525 316   | 22,70 / 100,00  | 9,68 | 3 / 10    | 2       |
|         | Partido Social Cristão | 307 912   | 13,31 / 100,00  | 5,50 | 1 / 10    | 1       |
|         | Frente Nacional        | 94 848    | 4,10 / 100,00   | 3,77 | 0 / 10    | 1       |
|         | Vivant                 | 55 133    | 2,38 / 100,00   | Novo | 0 / 10    | Novo    |
|         | Outros                 | 109 597   | 4,74 / 100,00   |      | 0 / 10    |         |
| Total   | Total                  | 2 313 818 | 100,00 / 100,00 |      | 10 / 10   |         |